# HD 32518
HD 32518は、きりん座の方角に約390光年の距離にある、6等級のK型巨星である。太陽と比べ、1.13倍質量が大きく、10.22倍大きく、46.4倍明るい。しかし、金属量は太陽より少なく、年齢も太陽よりやや上とみられる。

## 惑星系
2009年8月に、カール・シュヴァルツシルト天文台における視線速度法の観測により、木星型惑星がHD 32581の周囲を公転していることが発見された。
| 名称 （恒星に近い順） | 質量             | 軌道長半径 （天文単位） | 公転周期 (日) | 軌道離心率  | 軌道傾斜角 | 半径 |
| --------------------- | ---------------- | ----------------------- | ------------- | ----------- | ---------- | ---- |
| b (Neri)              | ≥ 3.04 ± 0.68 MJ | 0.59 ± 0.03             | 157.54 ± 0.38 | 0.01 ± 0.03 | —          | —    |

## 名称
2019年、世界中の全ての国または地域に1つの系外惑星系を命名する機会を提供する「IAU100 Name ExoWorldsプロジェクト」において、HD 32518 はドイツ連邦共和国に割り当てられる系外惑星系となった。このプロジェクトは、「国際天文学連合100周年事業」の一環として計画されたイベントの1つで、ドイツ国内での選考、国際天文学連合 (IAU) への提案を経て太陽系外惑星とその主星に固有名が承認されるものであった。2019年12月17日、IAUから最終結果が公表され、HD 32518はMago、HD 32518 bはNeriと命名された。これらはヌビアキリンの生息地として知られるマゴ国立公園の地名に由来した名前が付けられており、Mago は国立公園の名前に、Neriは国立公園内を流れる河川の名前に、それぞれちなんで名付けられた。